# Sabiaceae
Sabiaceae is een botanische naam, voor een familie van bedektzadigen. Een familie onder deze naam wordt algemeen erkend door systemen van plantensystematiek en zo ook door het APG-systeem (1998), het APG II-systeem (2003) en het APG III-systeem (2009); aldaar wordt ze niet in een orde geplaatst. De APWebsite [4 dec. 2006] plaatst haar in een orde Sabiales.
Het gaat om een niet al te grote familie van honderd à hondervijftig soorten in drie genera.
In het Cronquist systeem (1981) was de plaatsing in de orde Ranunculales.